# FC Halifax Town
FC Halifax Town är en engelsk fotbollsklubb i Halifax, grundad 2008. Klubben spelar 2017/18 i National League, den femte nivån inom Englands ligasystem för fotboll. Hemmamatcherna spelas på The Shay Stadium. Smeknamnet är The Shaymen.

## Historia
Klubben tillkom för att ersätta Halifax Town AFC, som gick i konkurs i maj 2008 och då spelade i Conference Premier (nivå 5). Den nya klubben inplacerades tre nivåer längre ned, på nivå 8 i Northern Premier League Division One North. Det tog två säsonger för den nya klubben att avancera vidare upp till Northern Premier League Premier Division. Efter ytterligare en vinstrik säsong (2010/11) nåddes Conference North (nivå 6). Redan första säsongen i Conference North nådde man playoffspel om ytterligare en uppflyttning, men föll mot Gainsborough Trinity. Säsongen 2012/13 blev en framgångsrik återupprepning av säsongen innan, men med den viktiga skillnaden att Halifax Town vann playoffinalen mot Brackley Town, och därmed hade staden Halifax återigen en klubb i Conference Premier bara fem år efter att den tidigare klubben gått i konkurs.
Första säsongen i Conference Premier blev lycksosam och efter en stark avslutning kunde klubben ta den sista playoffplatsen. I playoffspelet blev Cambridge United för svåra; efter att Halifax Town vunnit hemmamatchen med 1–0 förlorade man bortamatchen med 0–2 och missade chansen att ta steget upp till League Two. Säsongen 2015/16 slutade klubben på 21:a plats och blev nedflyttade till National League North, men man vann å andra sidan FA Trophy efter att i finalen på Wembley Stadium ha besegrat Grimsby Town med 1–0. Redan säsongen efter gick man upp igen via playoff; i finalen besegrades Chorley med 2–1 efter förlängning.

## Meriter

### Liga
- National League eller motsvarande (nivå 5): Femma 2013/14 (högsta ligaplacering)
- Northern Premier League Premier Division (nivå 7): Mästare 2010/11
- Northern Premier League Division One North (nivå 8): Mästare 2009/10

### Cup
- FA-cupen: Andra omgången 2016/17 (bästa resultat)
- FA Trophy: Mästare 2015/16
- West Riding County Cup: Mästare 2012/13